# Comuna Etropole, Sofia
Etropole (în bulgară Етрополе) este o comună în regiunea Sofia, Bulgaria, formată din orașul Etropole și satele Boikoveț, Brusen, Gorunaka, Iamna, Lopean, Lăga, Malki Iskăr, Oselna și Ribarița. 

## Demografie
Componența etnică a comunei Etropole
     Romi (1,65%)
     Bulgari (93,67%)
     Nicio identificare (4,34%)
     Altele (0,78%)
La recensământul din 2011, populația comunei Etropole era de 12.047 locuitori. Din punct de vedere etnic, majoritatea locuitorilor (93,67%) erau bulgari, cu o minoritate de romi (1,65%). Pentru 4,34% din locuitori nu este cunoscută apartenența etnică.